# Encephalartos inopinus
Encephalartos inopinus es una especie de Cycadopsida del género Encephalartos, de la familia Zamiaceae, del orden Cycadales.

## Distribución
Encephalartos inopinus se distribuye por Sudáfrica (Limpopo).

## Taxonomía
Fue descrita científicamente por R.A.Dyer. Fue publicado por primera vez en R.A.Dyer. In: Bothalia 8(2): 169-170. (1964).